# 99 Revolutions World Tour
El 99 Revolutions World Tour fue una gira musical  de la famosa banda estadounidense de punk rock Green Day realizada durante los años 2013 y 2014 como soporte de la trilogía de álbumes ¡Uno!, ¡Dos! y ¡Tré! lanzados entre septiembre y diciembre de 2012. En un comienzo la gira se llamaba ¡Uno!, ¡Dos!, ¡Tré! Tour, pero tras el incidente que la banda en el iHeartRadio Festival y la rehabilitación de Billie Joe Armstrong, en febrero de 2013 se anunció el cambio de nombre.
El nuevo nombre de la gira se debe a la undécima canción del álbum ¡Tré!, titulada «99 Revolutions», que es la canción con la que Green Day abre todos los conciertos de la gira. Además cabe destacar que esta gira es la primera con el guitarrista líder Jason White como miembro oficial de la banda (fue guitarrista de apoyo de la banda de sus conciertos desde las sesiones de grabación del álbum Warning en 1999).
Antes del anuncio de la trilogía de álbumes, Green Day había estado tocando "shows secretos", en los cuales tocaban canciones totalmente nuevas, y cuya primera presentación de estos shows fue el 14 de agosto de 2011, en el Tiki Bar en Costa Mesa, California. Tras el anuncio de la trilogía la banda comenzó a hacer shows promocionales previos al inicio de la gira el 10 de marzo de 2013, en el Fox Theater de Pomona, California.
La revista estadounidense Rolling Stone, con Green Day en medio de la gira, ubicó los conciertos de la banda en la posición número 48 de su lista de Los 50 mejores shows de la actualidad.

## Detalles de la gira
Tras anunciar la trilogía de los álbumes ¡Uno!, ¡Dos! y ¡Tré!, Green Day se embarca en una gira de conciertos en Estados Unidos, Japón y parte de Europa para promocionar estos nuevos álbumes. Sin embargo, el 21 de septiembre de 2012 en Las Vegas en el iHeartRadio Festival, en lo que sería su última presentación antes del lanzamiento de ¡Uno!, mientras Green Day tocaba en la séptima canción de su repertorio, «Basket Case», se les avisa por una pantalla que les queda un minuto (debido a que el artista anterior se había sobrepasado en el tiempo), siendo que llevaban treinta minutos de presentación y estaban estipulados cuarenta y cinco. Esto causa la furia de Billie Joe Armstrong, que comienza a criticar a la organización y otros artistas, luego dice "(...) ¡Déjenme mostrarles lo que hago en un minuto!", antes de romper su guitarra golpeándola con el piso —lo mismo hizo Mike Dirnt con su bajo— y retirarse del escenario.
Luego de esto, el representante de la banda comunicó que Billie Joe Armstrong se dispuso a ingresar a un centro de rehabilitación para controlar su problema con el abuso de drogas, además de informarle a los fanáticos de la banda que se cancelarían, en su mayoría, los conciertos agendados para los próximos meses. Unos meses después, el 30 de diciembre, Billie Joe a través de su cuenta de Instagram publicó una nota en la que agradecía todo el cariño y el apoyo entregado por sus fanes durante esos meses, y aprovechando de comunicarles que la gira la retomarían en marzo de 2013.
Un total de 13 canciones fueron interpretadas en todos los conciertos de la gira, las cuales son: «99 Revolutions», «Stay the Night» y «Stop When the Red Lights Flash» de la trilogía, «American Idiot», «Boulevard of Broken Dreams», «Holiday», «Jesus of Suburbia», «Letterbomb» y «St. Jimmy», «Know Your Enemy» y «Murder City» de sus álbumes conceptuales de rock ópera American Idiot y 21st Century Breakdown, y «Basket Case», «Minority» y «She» de Dookie y Warning.

## Fechas de la gira

### Shows secretos
| Fecha                    | País           | Ciudad                    | Lugar                      |
| ------------------------ | -------------- | ------------------------- | -------------------------- |
| Norteamérica             |                |                           |                            |
| 14 de agosto de 2011     | Estados Unidos | Costa Mesa, California    | Tiki Bar                   |
| 22 de septiembre de 2011 | Estados Unidos | Oakland, California       | 1-2-3-4 Go! Records        |
| 27 de octubre de 2011    | Estados Unidos | Nueva York                | The Studio at Webster Hall |
| 1 de noviembre de 2011   | Estados Unidos | San Francisco, California | Mezzanine                  |
| 17 de noviembre de 2011  | Estados Unidos | Austin, Texas             | Red7                       |
| 9 de diciembre de 2011   | Estados Unidos | Oakland, California       | Oracle Arena               |

### ¡Uno!, ¡Dos!, ¡Tré! Tour
| Fecha                    | País           | Ciudad                  | Lugar                       | Festival                      |
| ------------------------ | -------------- | ----------------------- | --------------------------- | ----------------------------- |
| Norteamérica             |                |                         |                             |                               |
| 6 de agosto de 2012      | Estados Unidos | Los Ángeles, California | Echoplex                    | —                             |
| Asia                     |                |                         |                             |                               |
| 16 de agosto de 2012     | Japón          | Tokio                   | Shibuya-AX                  | —                             |
| 18 de agosto de 2012     | Japón          | Chiba                   | Chiba Marine Stadium        | Summer Sonic                  |
| 19 de agosto de 2012     | Japón          | Osaka                   | Maishima Sports Island      | Summer Sonic                  |
| Europa                   |                |                         |                             |                               |
| 23 de agosto de 2012     | Inglaterra     | Londres                 | Shepherd's Bush Empire      | —                             |
| 25 de agosto de 2012     | Inglaterra     | Reading                 | Escenario principal         | Festivales de Reading y Leeds |
| 26 de agosto de 2012     | Francia        | París                   | Palacio de Saint-Cloud      | Rock em Seine                 |
| 29 de agosto de 2012     | Alemania       | Mönchengladbach         | Warsteiner HockeyPark       | —                             |
| 30 de agosto de 2012     | Alemania       | Berlín                  | Teatro del Bosque de Berlín | —                             |
| 1 de septiembre de 2012  | Alemania       | Constanza               | Bodenseestadion             | Rock am See                   |
| Norteamérica             |                |                         |                             |                               |
| 15 de septiembre de 2012 | Estados Unidos | Nueva York              | Irving Plaza                | —                             |
| 21 de septiembre de 2012 | Estados Unidos | Las Vegas               | MGM Grand Garden Arena      | iHeartRadio Festival          |

     Fechas en las que Green Day fue parte de un festival

#### Cancelación de las presentaciones
Un mes después de lo ocurrido en el iHeartRadio Festival, en la página web de Green Day se puso un comunicado en el que se anunciaba la cancelación de todas las fechas agendadas para lo que quedaba de 2012 (todos ellos en el marco de la gira por Estados Unidos), y que los conciertos de enero y febrero de 2013 serían pospuestos para cuando se retomara la gira, todo esto por la salud de Billie Joe Armstrong, que se encontraba en rehabilitación. Además se anunció que se adelantaría la fecha de lanzamiento de ¡Tré! para el 11 de diciembre (estaba previsto ser lanzado el 15 de enero), mientras que el lanzamiento de ¡Dos! se mantendría para el 13 de noviembre.

“Obviamente que el momento en el que esto ha ocurrido no es ideal, pero el bienestar de Billie Joe es nuestra principal preocupación. Estamos contentos de poder decir que Billie Joe está mejorando, y queremos agradecerles a todos por el gran soporte y los buenos deseos que hemos recibido, y no podemos esperar para volver a verlos pronto”.
Mike Dirnt sobre la cancelación de los conciertos y la salud de Billie.

"Nos sentimos mal por tener que retrasar nuestra gira, y para compensarlo queremos entregar a nuestros fans la música, antes de lo que habíamos previsto: Si no podemos estar allí para tocarla en vivo, lo menos que podíamos hacer era darles la segunda mejor opción".
Tré Cool sobre el adelanto del lanzamiento de ¡Tré!.

### 99 Revolutions World Tour
| Fecha                 | País           | Ciudad                   | Lugar                              | Teloneros/Festival                                    |
| --------------------- | -------------- | ------------------------ | ---------------------------------- | ----------------------------------------------------- |
| Norteamérica          |                |                          |                                    |                                                       |
| 10 de marzo de 2013   | Estados Unidos | Pomona, California       | Pomona Fox Theater                 | The Stitches                                          |
| 11 de marzo de 2013   | Estados Unidos | Tempe, Arizona           | Marquee Theatre                    | The Stitches                                          |
| 13 de marzo de 2013   | Estados Unidos | El Paso, Texas           | Tricky Falls                       | Classic Hugo and the Dirty Dick Beaters               |
| 15 de marzo de 2013   | Estados Unidos | Austin, Texas            | Moody Theater                      | Stickup Kid                                           |
| 28 de marzo de 2013   | Estados Unidos | Chicago, Illinois        | Allstate Arena                     | Stickup Kid                                           |
| 29 de marzo de 2013   | Estados Unidos | Moline, Illinois         | i wireless Center                  | Stickup Kid                                           |
| 31 de marzo de 2013   | Estados Unidos | Pittsburgh, Pensilvania  | Consol Energy Center               | Stickup Kid                                           |
| 1 de abril de 2013    | Estados Unidos | Rochester, Nueva York    | Blue Cross Arena                   | Stickup Kid                                           |
| 3 de abril de 2013    | Estados Unidos | Filadelfia, Pensilvania  | Liacouras Center                   | Stickup Kid                                           |
| 4 de abril de 2013    | Estados Unidos | Fairfax, Virginia        | Patriot Center                     | Stickup Kid                                           |
| 6 de abril de 2013    | Estados Unidos | Uncasville, Connecticut  | Mohegan Sun Arena                  | Stickup Kid                                           |
| 7 de abril de 2013    | Estados Unidos | Brooklyn, Nueva York     | Barclays Center                    | Best Coast                                            |
| 9 de abril de 2013    | Estados Unidos | Providence, Rhode Island | Dunkin' Donuts Center              | Best Coast                                            |
| 11 de abril de 2013   | Canadá         | Toronto, Ontario         | Air Canada Centre                  | Best Coast                                            |
| 12 de abril de 2013   | Canadá         | Quebec                   | Coliseé Pepsi                      | Best Coast                                            |
| 16 de abril de 2013   | Estados Unidos | Berkeley, California     | Greek Theatre                      | Best Coast                                            |
| 18 de abril de 2013   | Estados Unidos | Los Ángeles, California  | Los Angeles Memorial Sports Arena  | Best Coast                                            |
| Europa                |                |                          |                                    |                                                       |
| 22 de mayo de 2013    | Italia         | Milán                    | Ohibo Club                         | All Time Low                                          |
| 24 de mayo de 2013    | Italia         | Milán                    | Feria de Milán                     | All Time Low                                          |
| 25 de mayo de 2013    | Italia         | Trieste                  | Piazza Unità d'Italia              | Classic Hugo and the Dirty Dick Beaters               |
| 27 de mayo de 2013    | Serbia         | Belgrado                 | Kalemegdan Park                    | Atheist Rap Hladno Pivo Superhiks                     |
| 29 de mayo de 2013    | Austria        | Viena                    | Krieau Wien                        | The Baseballs                                         |
| 1 de junio de 2013    | Inglaterra     | Londres                  | Emirates Stadium                   | Kaiser Chiefs                                         |
| 5 de junio de 2013    | Italia         | Roma                     | Ippodromo Le Capannelle            | All Time Low                                          |
| 6 de junio de 2013    | Italia         | Bolonia                  | Unipol Arena                       | All Time Low                                          |
| 8 de junio de 2013    | Alemania       | Núremberg                | Campo Zeppelín                     | Rock im Park                                          |
| 9 de junio de 2013    | Alemania       | Nürburg                  | Nürburgring                        | Rock am Ring                                          |
| 16 de junio de 2013   | Holanda        | Landgraaf                | Megaland Landgraaf                 | Pinkpop Festival                                      |
| 18 de junio de 2013   | Polonia        | Łódź                     | Łódź Arena                         | All Time Low                                          |
| 21 de junio de 2013   | Rusia          | Moscú                    | Estadio Olimpiski                  | All Time Low                                          |
| 23 de junio de 2013   | Rusia          | San Petersburgo          | SKK Arena                          | All Time Low                                          |
| 25 de junio de 2013   | Estonia        | Tallin                   | Tallinn Song Festival Grounds      | Billy Talent                                          |
| 26 de junio de 2013   | Finlandia      | Helsinki                 | Playa de Hietaniemi                | Rock the Beach Festival                               |
| 28 de junio de 2013   | Suecia         | Norrköping               | Brávellir                          | Bråvalla Festival                                     |
| 30 de junio de 2013   | Noruega        | Oslo                     | Ullevaal Stadion                   | Kaiser Chiefs                                         |
| 2 de julio de 2013    | Dinamarca      | Copenhague               | Refshaleøen                        | All Time Low                                          |
| 4 de julio de 2013    | Bélgica        | Werchter                 | Escenario del Festival de Werchter | Rock Werchter                                         |
| 5 de julio de 2013    | Francia        | Arrás                    | Citadelle Vauban                   | Main Square Festival                                  |
| 7 de julio de 2013    | Suiza          | Montreux                 | Montreux Music & Convention Centre | Twin Atlantic Montreux Jazz Festival                  |
| 8 de julio de 2013    | Suiza          | Locarno                  | Piazza Grande                      | Moon and Stars                                        |
| 10 de julio de 2013   | Francia        | Nîmes                    | Arena de Nimes                     | Black Rebel Motorcycle Club Volbeat Festival de Nîmes |
| 12 de julio de 2013   | Portugal       | Oeiras                   | Passeio Marítimo de Alges          | Optimus Alive!                                        |
| 13 de julio de 2013   | España         | Bilbao                   | Kobetamendi Bilbao                 | Bilbao BBK Live                                       |
| 19 de agosto de 2013  | Inglaterra     | Londres                  | The Garage Highbury                | Kaiser Chiefs                                         |
| 21 de agosto de 2013  | Inglaterra     | Londres                  | O2 Academy Brixton                 | Kaiser Chiefs                                         |
| 23 de agosto de 2013  | Inglaterra     | Reading                  | Escenario principal                | Festivales de Reading y Leeds                         |
| 24 de agosto de 2013  | Inglaterra     | Leeds                    | Escenario principal                | Festivales de Reading y Leeds                         |
| Oceanía               |                |                          |                                    |                                                       |
| 22 de febrero de 2014 | Australia      | Brisbane                 | RNA Showgrounds                    | Soundwave                                             |
| 23 de febrero de 2014 | Australia      | Sídney                   | Sydney Showground                  | Soundwave                                             |
| 28 de febrero de 2014 | Australia      | Melbourne                | Flemington Racecourse              | Soundwave                                             |
| 1 de marzo de 2014    | Australia      | Adelaida                 | Bonython Park                      | Soundwave                                             |
| 3 de marzo de 2014    | Australia      | Perth                    | Claremont Showgrounds              | Soundwave                                             |

     Fechas en las que Green Day fue parte de un festival

## Lista de canciones

### Lista general
Este es el setlist (lista de canciones) que Green Day interpretó en la mayoría de sus conciertos. Comienza con varias canciones de sus últimos álbumes (de American Idiot, 21st Century Breakdown y la trilogía), luego pasa por varios clásicos de la banda de sus álbumes de la década de los 90, llega «King for a Day» con algunos cover, un par de canciones y finalmente el encore de 3 canciones, que generalmente finaliza con «Brutal Love» o la power ballad «Good Riddance (Time of Your Life)» de 1997:
1. 99 Revolutions
2. Know Your Enemy
3. Stay the Night
4. Stop When the Red Lights Flash
5. Letterbomb
6. Oh Love
7. Holiday
8. Stray Heart
9. Boulevard of Broken Dreams
10. Burnout
11. Waiting
12. Hitchin' a Ride
13. Going to Pasalacqua
14. Welcome to Paradise
15. Brain Stew
16. When I Come Around
17. Longview
18. St. Jimmy
19. Basket Case
20. She
21. King for a Day
22. Shout/(I Can't Get No) Satisfaction/Hey Jude
23. X-Kid
24. Minority

Bis (en inglés encore)
1. American Idiot
2. Jesus of Suburbia
3. Brutal Love

### Canciones interpretadas
Durante toda la gira, Green Day interpretó un total de 57 de sus canciones: 56 de sus once álbumes de estudio y una de su álbum recopilatorio del año 2001 International Superhits!, y el álbum más interpretado es Dookie con 296 (contando Welcome to Paradise, que estuvo en Kerplunk) tocadas a lo largo de la gira, seguida de American Idiot con 288 canciones. Además de interpretar algunos cover de canciones como «Shout», «Highway to Hell», «(I Can't Get No) Satisfaction», «Stand by Me» o «Hey Jude» tras tocar la ya infaltable «King for a Day» de 1997.
| 1,039/Smoothed Out Slappy Hours - Disappearing Boy - Going to Pasalacqua - Paper Lanterns - Knowledge - Only of You Kerplunk! - 2000 Light Years Away - Christie Road - Dominated Love Slave - One of My Lies - Who Wrote Holden Caulfield? Dookie - Burnout - Having a Blast - Chump - Longview - Welcome to Paradise - Pulling Teeth - Basket Case - She - Sassafras Roots - When I Come Around - Coming Clean - Emenius Sleepus - In the End - F.O.D./All by Myself Insomniac - Brat - Brain Stew - Geek Stink Breath Nimrod - Nice Guys Finish Last - Hitchin' a Ride - Scattered - King for a Day - Good Riddance (Time of Your Life) | Warning - Minority - Waiting International Superhits! - J.A.R. (Jason Andrew Relva) American Idiot - American Idiot - Jesus of Suburbia - Holiday - Boulevard of Broken Dreams - St. Jimmy - Letterbomb - Wake Me Up When September Ends 21st Century Breakdown - Know Your Enemy - Murder City ¡Uno! - Nuclear Family - Stay the Night - Carpe Diem - Let Yourself Go - Rusty James - Oh Love ¡Dos! - Fuck Time - Stop When the Red Lights Flash - Stray Heart ¡Tré! - Brutal Love - Missing You - X-Kid - 99 Revolutions |

## Personal
Green Day
- Billie Joe Armstrong — voz, guitarra líder y rítmica
- Mike Dirnt — bajo, coros
- Tré Cool — batería, percusión
- Jason White — guitarra líder y rítmica, coros

Músicos de apoyo
- Jason Freese — teclado, piano, saxofón, coros
- Jeff Matika — guitarra acústica y rítmica, coros